# Alto José Bonifácio
Alto José Bonifácio é um bairro do Recife, Pernambuco.
Integra a 3ª Região Político-Administrativa (RPA-3), a noroeste da cidade, que tem um total de 29 bairros. Sua população é formada essencialmente de pessoas de baixo poder aquisitivo quem,no ano 2000, tinha renda média mensal de R$ 304,90 (Censo IBGE).
O bairro foi desmembrado de Casa Amarela e oficialmente declarado como bairro através da Lei municipal 14.452, de 1988, que redefiniu as coordenadas geográficas e criou os atuais 94 bairros da cidade .
A ocupação do Alto José Bonifácio se deu como a da maioria dos morros da região de Casa Amarela: começou no início do século XX, a partir do aluguel do chão feito por algumas famílias que eram grandes proprietárias de terras no local.

## História
O nome do bairro é tido como uma homenagem de um antigo dono de terrenos na área a um amigo dele, chamado José Bonifácio. O dono dos terrenos alugava aos moradores do bairro, mas não morava ali.

## Demografia
Área Territorial: 57,5 ha.
População: 12.462 habitantes.
Densidade demográfica: 219,26 hab./ha.